# 미시즈 해리스 파리에 가다
《미시즈 해리스 파리에 가다》(영어: Mrs. Harris Goes to Paris)는 2022년 개봉한 영국, 프랑스, 헝가리의 코미디 드라마 영화이다. 앤서니 페이비언 감독이 연출했고 레슬리 맨빌, 이자벨 위페르, 램버트 윌슨, 알바 바프티스타, 제이슨 아이작스가 출연했다. 원작은 미국 소설가 폴 갤리코의 소설 《아리스 부인 파리에 가다》(Mrs. 'Arris Goes to Paris)로, 세 번째 영화화 작품이다.

## 줄거리
1957년 런던, 청소부로 일하는 미망인 에이다 해리스는 성실하고 마음씨 좋지만, 주변 사람들에게 큰 배려를 받지 못한다. 그러던 중, 그녀는 고객의 오뜨 꾸뛰르 디올 드레스에 매료되어 자신도 그런 드레스를 갖고 싶어 한다. 우연히 전쟁 미망인 연금을 받게 된 에이다는 꿈에 그리던 드레스를 사기 위해 파리로 떠난다.
파리에 도착한 에이다는 디올 10주년 컬렉션 쇼에 우연히 참석하게 되고, 회계사 앙드레와 모델 나타샤와 친구가 된다. 하지만 디올의 책임자 클로딘은 에이다가 고급 패션 세계에 들어온 것을 불쾌하게 여기고 처음에는 고객으로 받아들이기를 거부한다. 그러나 재정난에 허덕이던 디올은 결국 에이다의 현금 지불 제안을 받아들인다. 에이다는 '유혹'이라는 이름의 빨간 드레스에 반하지만, 유명 고객이 경쟁적으로 주문하면서 결국 녹색 드레스를 대신 선택하게 된다.
파리에서 드레스 가봉을 하는 동안, 에이다는 앙드레가 나타샤에게 마음을 표현하도록 격려하고, 그녀 자신도 후작의 관심을 받게 된다. 하지만 후작이 어릴 적 좋아했던 청소부와 닮았다는 이유로 그녀에게 접근했다는 사실에 실망한다. 재정 문제로 디올 직원들이 해고되자, 에이다는 파업을 주도하고 클로딘과 크리스티앙 디올에게 앙드레의 사업 현대화 아이디어를 듣게 한다. 이는 에이다처럼 부유하지 않은 사람들도 접근하기 쉽게 만들자는 내용이었다. 클로딘은 불쾌해하며 사임하지만, 에이다의 설득으로 다시 돌아와 리더십을 발휘한다. 에이다는 또한 앙드레가 나타샤에게 사랑을 고백하도록 설득하여 두 사람은 연인이 된다.
드레스를 가지고 런던으로 돌아온 에이다는 동네 댄스 파티에서 드레스를 뽐내려 한다. 하지만 파티 전에 드레스를 빌려준 신인 배우 파멜라가 히터에 너무 가까이 갔다가 드레스가 불타버리고 만다. 디올의 친구들은 신문에서 이 소식을 읽고, 구매자가 돈을 지불하지 못해 보관 중이던 에이다가 원했던 빨간 드레스를 그녀에게 보내준다. 댄스 파티에서 드레스를 입은 에이다는 사람들의 시선을 사로잡고, 아치는 그녀의 내면과 외면 모두 아름답다고 말하며 함께 춤을 춘다.

## 출연
- 레슬리 맨빌 - 에이다 해리스 역
- 이자벨 위페르 - 클로딘 콜베르 역
- 램버트 윌슨 - 이폴리트 드 샤사뉴 후작 역
- 알바 바프티스타 - 나타샤 역
- 뤼카 브라보 - 앙드레 포벨 역
- 엘런 토머스 - 바이 버터필드 역
- 로즈 윌리엄스 - 패멀라 펜로즈 역
- 제이슨 아이작스 - 아치 역
- 애나 챈슬러 - 댄트 부인 역
- 크리스천 매케이 - 자일스 뉴컴 역
- 프레디 폭스 - 군인 역
- 길렌 롱데즈 - 아발롱 부인 역
- 필리프 베르탱 - 크리스티앙 디오르 역
- 록산 뒤랑 - 마르그리트 역